# Kolecystokinin
Kolecystokinin (CCK) är ett peptidhormon som huvudsakligen utsöndras från övre tunntarmen vid födointag. Hormonet bildas dock även i nervceller i tarmkanalen samt i hjärnan.
De epitelceller som producerar CCK i duodenum (tolvfingertarmen, första delen av tunntarmen) stimuleras av fettsyror, samt i mindre grad av peptider. CCK:s främsta effekt är att sekretionen av enzymer från bukspottskörteln ökar, vilket i sin tur leder till att fler fettsyror når epitelcellerna i duodenum, vilket i sin tur leder till ökad produktion av CCK. Detta innebär att CCK fortsätter stimulera sekretionen av enzymer från bukspottskörteln så länge duodenum tar emot fettsyror från magsäcken.
CCK bidrar även till mättnadskänslan i samband med måltid, och stimulerar utsöndringen av galla från gallblåsan. Mättnadskänslan uppstår bland annat som följd av CCK som bildas i hjärnan, och som följd av CCK som bildas i tunntarmen som sedan skickar signaler till hjärnan.